# نیروی عملیات ویژه لیتوانی
نیروی عملیات ویژه لیتوانی (لیتوانیایی: Lietuvos Specialiųjų Operacijų Pajėgos) یگان نیروهای ویژه زیرمجموعه نیروهای مسلح لیتوانی است، که در سال ۱۹۹۷ تأسیس شد.